# شعب التيهوليش

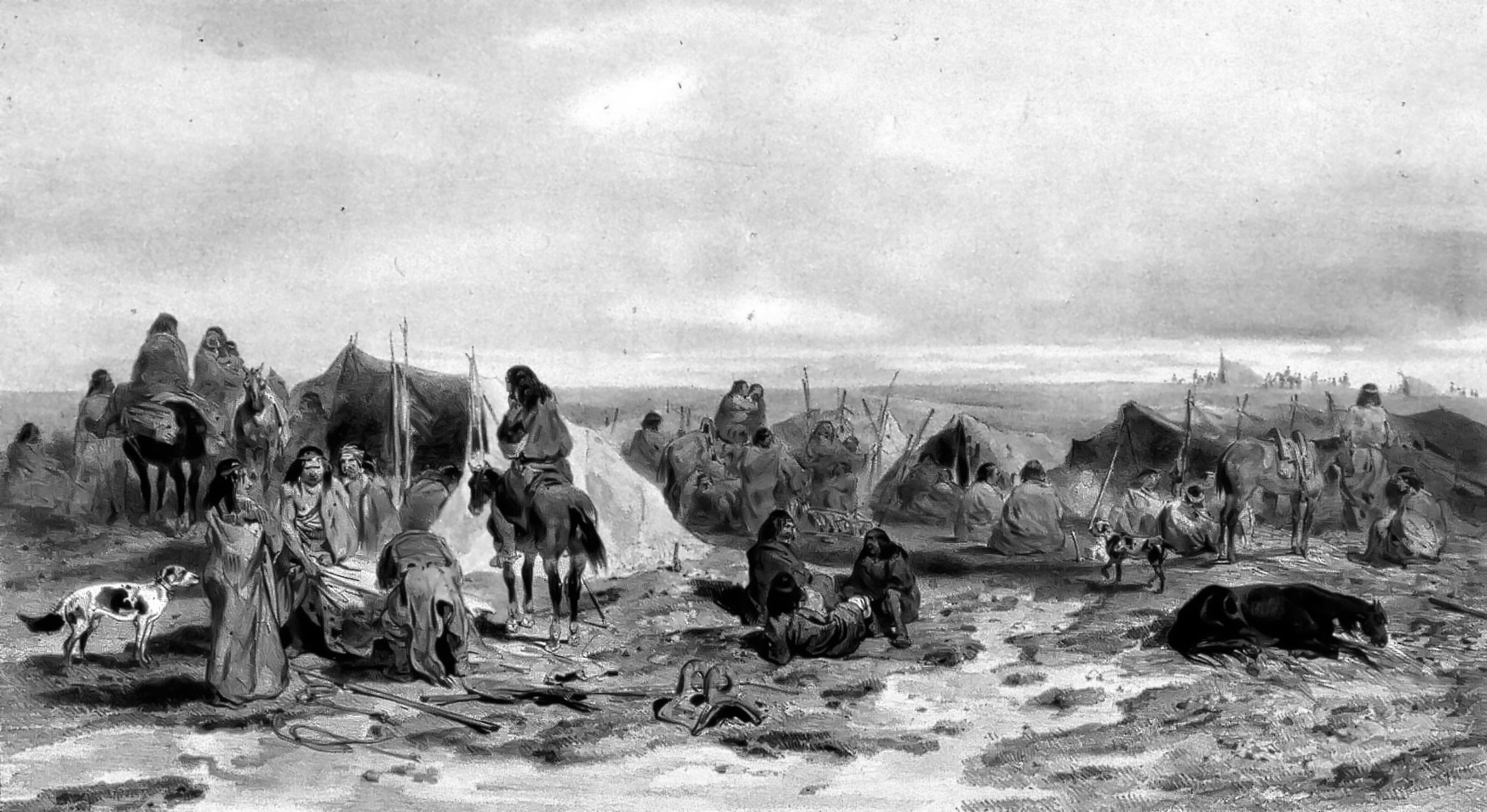
مخيم التيهوليش، 1838

شعب التيهوليش أو تيويلتشي (بالإسبانية: Tehuelche)‏ هو اسم يُطلق على جملة من القبائل الأصلية الساكنة في باتاغونيا جنوب منطقة بامباس بالأرجنتين والشيلي.
التيهوليش هي كلمة من لغة المابوش تعني «الشعب الشرس»، ويدعون أيضا بالباتاغونيون، التي من المعتقد معناها «الارجل الكبيرة» أطلقها المستكشفون الاسبان الذين وجدوا بصمات ارجل عريضة لتلك القبائل على الشواطئ الباتاغونية. لكن في الحقيقة بصمات الارجل تلك لم تكن الا لحيوان الغوناق حيث كانوا يُلبسوه جزمات جلد لتغطية حوافره.
من المحتمل ان قصص المستكشفين الاوروبيين الاوائل حول الباتاغونيين، عمالقة أمريكا الجنوبية؛ كان اساسها شعب التيهوليش لانهم كانوا أطول من متوسط طول الاوروبيين آنذاك. حسب احصاء 2001، 4300 من التيهولشيين عاشوا في محافظة شوبوت، وفي سانتا كروز، إضافة 1,637 في اجزاء من الارجنتين. الآن لا توجد قبائل لهم في الشيلي؛ على الرغم من احتضان شعب المابوش لهم عبر السنين.

## التاريخ

### فترة ما قبل كولومبوس
منذ 9000 عام، ظهرت صناعة التولدينس، والتي تتكون أساسًا من سلع مثل نقاط المقذوفات شبه المثلثة ثنائية الجوانب، والكاشطات الجانبية والطرفية، والسكاكين ثنائية الوجه والأدوات المصنوعة من العظام. في وقت لاحق، بين 7000 و4000 قبل الميلاد، ظهرت صناعة الكاسابيندرينس، والتي تتميز بنسبة أكبر من الأدوات الحجرية المصنوعة على شكل صفائح، والتي كانت على الأرجح دليلًا على التخصص في صيد الغوانكو، والذي ظهر أيضًا في التطورات الثقافية اللاحقة لشعب التيهوليش.
منذ هذا الوقت وحتى وصول الأوروبيين (في أوائل القرن السادس عشر) كان شعب التيهوليش صيادين وجامعين يستخدمون التنقل الموسمي، ويتجهون نحو قطعان جواناكو. خلال فصل الشتاء عاشوا في المناطق المنخفضة (المروج والأراضي الرطبة وشواطئ البحار والبحيرات، وما إلى ذلك) وخلال الصيف انتقلوا إلى الهضاب المركزية في باتاغونيا أو إلى جبال الأنديز.

### الوصول الإسباني
في 31 مارس 1520، هبطت البعثة الإسبانية، بقيادة فرناندو دي ماجالانيس، في خليج سان جوليان لقضاء الشتاء هناك، وأجروا هناك اتصالات مع مجموعات تيهويلش الأصلية، التي أطلقوا عليها اسم «باتاغونيس»، بحسب ما رواه الكاتب أنطونيو بيجافيتا. وصف بيجافيتا هؤلاء الناس بأنهم قبيلة أسطورية من عمالقة باتاغونيا.
قبل لقاء مجموعات التيهوليش شخصيًا، اندهش المستكشفون من حجم آثار أقدامهم. بعد اتساع فراء الحيوانات التي استخدموها كأحذية، بدت أقدامهم أكبر بكثير من أقدام الأوروبيين في ذلك الوقت. خلال القرن السادس عشر، كان متوسط طول الذكور الأوروبيين حوالي 5 أقدام و5 بوصات، وذلك أقصر من طول الرجال الباتاغونيين الذين يقال إن متوسط ارتفاعهم يزيد عن مترين (6 أقدام و7 بوصات) حسب بعض الروايات، و183 سم (6 أقدام) حسب حسابات أخرى. وبالتالي قد يكون اعتبرهم الأوروبيون «باتونيسيين» (ذوي أقدام كبيرة) أو ربما ذكّر الباتاغون المستكشفين بالعملاق باثوغون من رواية الفروسية بريماليون. جعل قياس القحف الكبير للباتاغونيين مشهورين في الأدب الأوروبي من القرن السادس عشر إلى القرن التاسع عشر بسبب مكانتهم الكبيرة وقوتهم البدنية.
من المهم أن نأخذ في الاعتبار أنه بين القرنين السادس عشر والثامن عشر أطلق اسم «باتاغونيا» على جميع الأراضي الواقعة إلى الجنوب من مصب نهر ريو دي لا بلاتا. يعزز هذا الفرضيات التي وضعها علماء الأنثروبولوجيا مثل رودولفو كاساميكيلا، الذين وفقًا له كان «هيت» في عمل فالكنر باتاغونيسي أيضًا.
أدى وصول الأسبان إلى حدوث تغيير في ثقافات الشعوب الأصلية ولم يكن شعب التيهويلش غرباء عن ذلك. بدأ انتشار الأوبئة (الحصبة والجدري والإنفلونزا) بين المجموعات التي أهلكت سكانها، ولا سيما مجموعة غاناكينك الشمالية.

### تأثرهم بقبيلة مابوتشي
منذ القرن الثامن عشر، كان هناك نشاط تجاري مهم وتبادل للمنتجات بين السكان الأصليين لسهول بامباس وسييرا في مقاطعة بوينس آيرس الحالية، وسكان شمال باتاغونيا، وسكان أطراف جبال الأنديز. كان هناك معرضان تجاريان مهمان للغاية في كايري وتشاباليوفي. كانت هذه المعارض التجارية، التي أطلق عليها اليسوعيون اسم «معارض بونشو» أماكن لتبادل أنواع مختلفة من المنتجات: من الماشية والمنتجات الزراعية إلى الملابس، مثل العباءات. تقع جزيرة كايري في أقصى الجزء الغربي من تانديليا (في المنطقة الحالية من أولافاريا بارتيدو). يشير تشابالوفو إلى مجرى مائي متماثل، يقع في تانديل بارتيدو الحالية. أدت تحركات الناس للمشاركة في تبادل المنتجات إلى تبادلات ثقافية معينة بين مجموعات مختلفة تعيش في أي مكان من بامباس الرطبة، شمال باتاغونيا، المنطقة القريبة من جبال الأنديز (على حوافها الغربية والشرقية)، إلى ساحل البحر الأبيض المتوسط، والمحيط الهادي. كانت هذه بداية التبادلات الثقافية وحركات الهجرة بين مجموعات متميزة مثل شعب تيهوليش ورانكويل ومابوتشي.
على الرغم من أن تجارة مابوتشي بدأت كوسيلة لتعزيز التجارة والتحالفات، لكنها اكتملت من خلال توليد تأثير ثقافي كبير على تيهويلش والمجموعات الأخرى، لدرجة أنه يشار إليها باسم «مابوتشي» أو «أراوكانيسيشن باتاغونيا». تبنى جزء كبير من شعوب تيهويلش ورانكويل العديد من عادات المابوتشي ولغتهم، بينما تبنى المابوتشيون أجزاءً من أسلوب حياة التيهوليشيين (مثل العيش في تيلرياس)، وبالتالي، كانت الاختلافات بين المجموعتين غير واضحة.
خلال النصف الأول من القرن الثامن عشر، كان الزعيم كاكابول وابنه، الزعيم غانغابول، من أهم الزعماء في المناطق الممتدة من جبال الأنديز إلى المحيط الأطلسي، ومن نهر ريو نيغرو إلى نهر سالادو. كانجابول، وكان يشغل مقعدًا في الحكومة في منطقة سييرا دي لا فينتانا، وكان شعبهم يُعرف باسم «ماونتن بامباس». عرف البامبا بانحيازهم إلى المابوتش من الغرب، لمهاجمة حملة بوينس آيرس عام 1740.
في هذه العملية كانت هناك أيضًا صراعات عرقية وبحلول عام 1820 اندلعت قتال عنيف بين باتاغون وبهوينش على ضفاف نهر سنجير. وقعت نزاعات أخرى في بارانكاس بلانكاس وشوتل كايكي. بحلول عام 1828، هاجم جيش بينشييرا الملكي مجموعات التيهوليش في باهيا بلانكا ومنطقة كارمن دي باتاغونيس.
كان لشعب تيهوليش جنوب نهر نيغرو رئيسة أنثى: ماريا لا غراندي. كان خليفتها كاسيميرو بيغوا أول رئيس تيهوليشي يبرم معاهدات مع الحكومة الأرجنتينية. انتهى المطاف بأبنائه، الزعيمان بابون ومولاتو، في محمية في جنوب تشيلي.
كان على شعب تيهويلش أن يعيش مع المهاجرين الويلزيين الذين بدأوا، منذ النصف الثاني من القرن التاسع عشر، في استعمار تشوبوت: كانت العلاقات بشكل عام متناغمة بين المجموعتين. في عام 1869، أدرك الزعيم بيغوا الحاجة إلى الدفاع عن الويلزية ضد هجوم محتمل من الزعيم كالفوكورا.
لا يُعرف سوى القليل من المعلومات عن ثقافة تيهوليش قبل استخدام الحصان على الرغم من أن تنظيمهم الاجتماعي والاقتصادي يشبه ذلك الذي كان عليه شعب أوناس من تييرا ديل فويغو. أدى إدخال الحصان من قبل الإسبان، الذي أصبحوا على دراية به اعتبارًا من عام 1570، إلى تغيير التنظيم الاجتماعي لشعب تيهويلش. مثل مجموعات السكان الأصليين في السهول الكبرى بأمريكا الشمالية، عمل تيهويلش أيضًا في سهول باتاغونيا السميكة، حيث كانوا يعيشون أساسًا على لحوم الغوانكو والريا ناندو، بالإضافة إلى بعض النباتات (على الرغم من تأخرهم، تعلموا كيف يزرعون الأرض). بالنسبة للأسماك والمحار، كانت هناك حالات معينة حُظر فيها استهلاكها: على سبيل المثال، حظرت بعض المجموعات استهلاك الأسماك. كانت مجموعاتهم تتألف من 50 إلى 100 عضو.
سبب تبني الحصان تغييرًا اجتماعيًا واسع النطاق في ثقافة تيهوليش، فقد غيرت الحركة الجديدة أراضي أجدادهم وأثرت بشكل كبير على أنماط حركتهم. قبل القرن السابع عشر، سادت الحركات بين الشرق والغرب سعيًا وراء غواناكوس. ومع ذلك، اعتبارًا من فجر مجمع الفروسية، كانت الحركات الطولية (من الجنوب إلى الشمال والعكس بالعكس) مهمة جدًا في إنشاء شبكات تبادل واسعة النطاق. في منتصف القرن التاسع عشر، استبدل الأونيكينك جلودهم ورخوياتهم بالكوليلا (الفراولة، والعليق، والتوت، وبرباريس ماجلان، وبذور شجرة الصنوبر التشيلي، والكيتاريا، وبراعم الخيزران التشيلي، إلخ) والتفاح مع شعب جيناكينك في نيوكوين، في الوادي الأعلى لريو نيغرو وما يسمى بـ «بلد الفراولة»، أو تشوليلو (يحد المنطقة من الشمال بحيرة ناهويل هوابي، ومن الشرق الجبال المنخفضة والموراينز المسماة باتاغونيدس، ومن الغرب قمم جبال الأنديز المرتفعة، وإلى الجنوب بجانب بحيرة بوينس آيرس/جنرال كاريرا).
أصبح الحصان، أو بشكل أدق، الفرس، جزءًا أساسيًا من نظام التيهوليشيين الغذائي، تاركًا غواناكوس في المرتبة الثانية. لم يطور السيلكنام في تيير ديل فوغو اعتمادًا مماثلًا على الخيول.